# Hygrotus ahmeti
Hygrotus ahmeti är en skalbaggsart som beskrevs av Hájek, Fery och Erman 2005. Hygrotus ahmeti ingår i släktet Hygrotus och familjen dykare. Inga underarter finns listade i Catalogue of Life.